# Dicranoloma perlongifolium
Dicranoloma perlongifolium là một loài Rêu trong họ Dicranaceae. Loài này được (Cardot) Thér. mô tả khoa học đầu tiên năm 1932.